# BusyBox
BusyBox est un logiciel libre qui implémente un grand nombre de commandes Unix sous une forme simplifiée, le tout dans un seul fichier exécutable afin de réduire la consommation de mémoire. Busybox peut fonctionner sur divers systèmes POSIX, mais principalement avec le noyau Linux.
Initialement conçu pour les installeurs de systèmes d'exploitation Linux sur disquette, il est devenu le standard, de fait, pour les systèmes embarqués Linux.

## Historique
Ce logiciel écrit initialement par Bruce Perens dès 1996 avait pour but de mettre un système complet et exécutable sur une seule disquette amorçable, afin de servir de système de dépannage et de réparation, ainsi que comme disquette d'installation de la distribution Debian. Depuis, il est devenu le standard de fait pour les systèmes embarqués Linux et les installeurs de systèmes d'exploitation Linux.
Le projet BusyBox a été maintenu par Enrique Zanardi qui a orienté jusqu'en 1998 le développement pour les besoins de la réalisation d'une disquette amorçable d'installation du système Debian. Ensuite, c'est Dave Cinege qui l'a repris, pour le Linux Router Project (LRP), un projet de routeur sous Linux. Il a réalisé alors un certain nombre de nouveautés, a créé un environnement de compilation modulaire et a changé l'objectif de BusyBox pour en faire un système généraliste de haut niveau pour l'embarqué.
Avec le ralentissement du développement du projet LRP en 1999, Erik Andersen, alors chez la société Lineo, Inc. (en), a repris le projet BusyBox et l'a officiellement maintenu de décembre 1999 à mars 2006. Durant cette période, le marché des systèmes Linux embarqués a explosé en taille, permettant au projet BusyBox d'atteindre la maturité en étendant à la fois sa base d'utilisateurs et ses fonctionnalités.
Denys Vlasenko est actuellement chargé de la maintenance du projet BusyBox.

## Utilisations
BusyBox est conçu comme un unique fichier exécutable, ce qui le rend très adapté aux distributions Linux utilisées sur les systèmes embarqués.
Il est notamment très répandu de nos jours sur les périphériques réseaux. Il est ainsi utilisé par OpenWrt. Il est par exemple présent sur des points d'accès, des routeurs, des téléphones IP, certains serveurs de stockage en réseau (network attached storage ou NAS) ou encore dans les dernières générations de robots (AR-Drone). En France, le code de BusyBox est également intégré dans les box de certains fournisseurs d'accès Internet : Livebox, Freebox, Bbox et Neufbox. Il est aussi possible d'installer son propre BusyBox sur Android, très utilisé sur les smartphones et tablettes tactiles, pour obtenir un meilleur contrôle de son matériel.
Dans le monde des conteneurs d'application, Busybox est utilisé par la distribution Alpine Linux.

## Licence
BusyBox est un logiciel libre distribué sous la licence GNU GPL version 2.

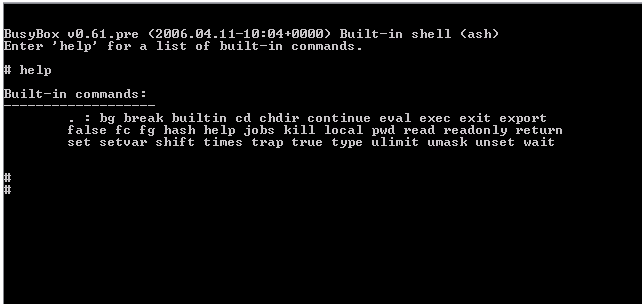
Interface du logiciel BusyBox.

Fin 2007, BusyBox a attiré l'attention par ses efforts en justice pour poursuivre et faire respecter ses droits par certaines sociétés qui l'utiliseraient en violant les termes de la licence GPL.